# Giovanni Bellezza
Giovanni Bellezza (Milano, 9 agosto 1807 – Milano, 7 marzo 1876) è stato uno scultore e orafo italiano.

## Biografia
Bronzista e cesellatore di primaria importanza, venne incaricato, nel 1842, dal Comune di Milano di creare i doni che la cittadinanza offrì a Vittorio Emanuele II in occasione delle nozze celebrate con Maria Adelaide d'Asburgo-Lorena.
Nel 1854 cesellò il paliotto presente nel Duomo di Milano, nella cappella della Madonna dell'Albero.
Nel 1856, richiesto dall'imperatore d'Austria Francesco Giuseppe, eseguì due reliquiari in oro, di fattura ripresa dalle opere del XVI secolo create da Nicola da Milano su disegno di Benvenuto Cellini, sottratte nel 1848 dalle truppe austriache e fuse. Questi reliquiari sono attualmente conservati presso la basilica di Sant'Andrea a Mantova.
Un suo busto in marmo venne collocato nel loggiato superiore dell'Accademia di Brera.